# Oxydia clarata
Oxydia clarata är en fjärilsart som beskrevs av Achille Guenée 1858. Oxydia clarata ingår i släktet Oxydia och familjen mätare. Inga underarter finns listade i Catalogue of Life.